# KKMAN
KKMAN由願境網訊於2000年1月推出，是第一個結合WWW及Telnet分頁瀏覽的綜合瀏覽器。使用者在KKMAN下可以很方便地在一個視窗中瀏覽多個網頁及BBS站台。
KKMAN目前僅支援Windows作業系統，網頁瀏覽器部分是嵌入微軟公司的Internet Explorer核心。
目前KKMAN官方網站已關閉，KKBOX似乎已經停止這程式的維護，但網路上還是有一些網站可以下載到KKMAN的最終版本。

## 軟體特性
- 首創結合WWW和Telnet分頁瀏覽。
- 首創bbs://的URL表示法（但也因此引發爭議，參閱下文）
- Telnet下的BBS設置：
  - ANSI彩色編輯器
  - 表情符號快捷鍵
  - 防閒置
  - 自動偵測URL成為超連結，讓使用者可以用滑鼠操作Telnet介面。
  - 支援SSH1。

## 批評
1. 為廣告軟體，瀏覽器右上角會出現廣告（多為歌手和新專輯訊息廣告）。
2. KKMAN使用的「bbs://」URL表示法不符合RFC規範。而目前多數BBS站台使用telnet協定，遵循RFC的合理URL表示法應為「telnet://」；2009年4月更新的3.2Beta版本已修改為「telnet://」的形式，使用「bbs://」亦會自動轉換。
3. 瀏覽器預設無支援日文和簡體中文等字形的顯示。

## 外部連結
- 2010KKMAN新功能：儲存備份BBS文章 （页面存档备份，存于）
- KKMAN軟體下載KKMAN操作介紹與使用KKMAN開始登入PTT BBS站 （页面存档备份，存于）
- 有關bbs:// （页面存档备份，存于）
- Re：有沒有人知道KKCITY的BBS要怎麼聯？ （页面存档备份，存于）
- KKman （页面存档备份，存于）
- Toget軟體下載：KKman全方位的上網工具 （页面存档备份，存于）